# Ben Sajet

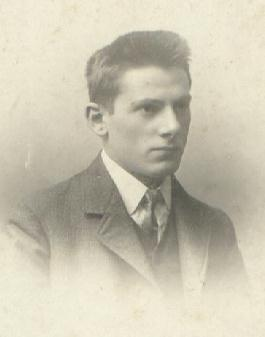
Ben Sajet. 1910

Benedictus Herschel (Ben) Sajet (Amsterdam, 17 maart 1887 - aldaar, 24 september 1986) was een Nederlands arts, bestuurder en sociaaldemocratisch politicus. Hij was van 1923 tot 1962 - onderbroken door de periode van de Tweede Wereldoorlog - lid van de Amsterdamse gemeenteraad voor de SDAP (later de PvdA).  Van 1928 tot 1958 was hij tevens Provinciaal Statenlid van Noord-Holland. Als arts en als politicus zette Sajet zich in voor verbetering van de gezondheidszorg en maatschappelijk welzijn.

## Biografie
Sajet was de zoon van de diamantbewerker en -handelaar Jacob Mozes Sajet en zijn vrouw Saartje Visser. Het gezin Sajet was orthodox-joods en behoorde tot de middenstand. Sajet bezocht de HBS en studeerde daarna medicijnen aan de Universiteit van Amsterdam.
Sajet was al jong geïnteresseerd in het socialisme. Hij bewonderde politicus Pieter Jelles Troelstra en werd in 1909 lid van de Sociaal-Democratische Arbeiderspartij (SDAP). Sajet was niet belijdend gelovig maar sloot zich wel aan bij de Poale Zionbeweging, die in Palestina een socialistische staat wilde stichten.

### Werk als arts
Na zijn afstuderen als arts in 1912 vestigde Sajet zich als huisarts in de Transvaalbuurt in Amsterdam. Van 1918 tot 1920 was hij geneesheer-directeur van het op te richten Sanatorium Zonnestraal in Hilversum en van 1920 tot 1922 schoolarts. Daarna was hij weer huisarts.
Als student was Sajet al geïnteresseerd in de relatie tussen gezondheid en sociale omstandigheden. Ook als huisarts hield hij zich bezig met sociale geneeskunde. Hij publiceerde met de econoom Bob van Gelderen, toen verbonden aan het Gemeentelijk Bureau van Statistiek in Amsterdam, studies over mazelen en kinkhoest in Amsterdam. Ook deed hij onderzoek naar de gevolgen voor de volksgezondheid van de slechte sociaal-hygiënische omstandigheden tijdens de Eerste Wereldoorlog. Hij publiceerde regelmatig artikelen over sociaal-medische onderwerpen in de tijdschriften De Socialistische Gids, Sociale Voorzorg en De Vakbeweging. Op 24 mei 1940 promoveerde hij in Amsterdam op een proefschrift getiteld Bijdrage tot de geneeskundige beoordeeling in de practijk van de ongevallenwet.

### Politieke activiteit en Tweede Wereldoorlog
Sajet werd in 1923 lid van de Amsterdamse gemeenteraad voor de SDAP. In 1928 kreeg hij ook zitting in de provinciale staten van Noord-Holland (1928-1958). In de gemeenteraad hield Sajet zich vooral bezig met volksgezondheid, en daarnaast met onderwijs, blinden- en bejaardenzorg. Tijdens de Spaanse Burgeroorlog pleitte hij voor opvang en verzorging van Spaanse vluchtelingen in Amsterdam. Hij was betrokken bij de medische commissie Hulp aan Spanje en bezocht het land enkele keren.

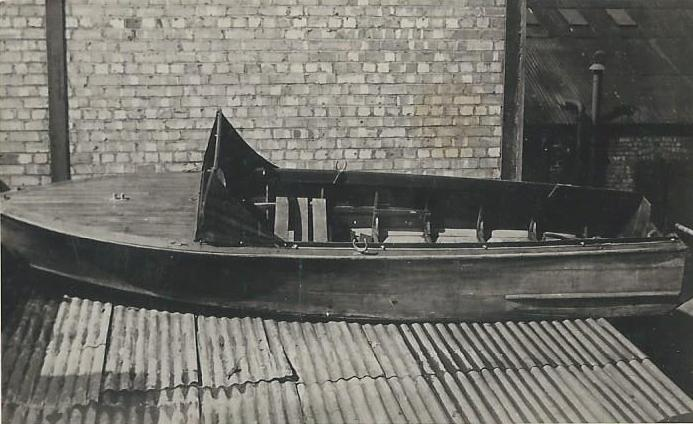
Bootje waarmee Ben Sajet samen met o.a. Willem den Boer naar Engeland overstak

Tijdens de Duitse bezetting van Nederland werd Sajet, net als andere Joodse ambtsdragers, in november 1940 op bevel van rijkscommissaris Seyss-Inquart  uit de gemeenteraad en de provinciale staten gezet. Zijn jongste zoon Daniel was een van eerste Engelandvaarders en was begin augustus 1940 al naar Engeland gezeild. In de nacht van 17 op 18 juni 1941 waagde ook Sajet zelf met zijn twee oudere zoons en verzetsstrijder Willem den Boer de oversteek. Na 36 uur op zee in een klein bootje werden ze door een Brits schip opgepikt en naar Lowestoft gebracht. Bij aankomst daar kregen ze te horen dat Daan Sajet, inmiddels piloot in opleiding bij de RAF, enkele dagen eerder dodelijk was verongelukt. Sajets tweede zoon, Jacob, kwam in Engeland om het leven bij een auto-ongeluk.

Sajet was tijdens de oorlog onder andere actief als scheepsarts en keuringsarts op Jamaica. Ook hield hij zich bezig met het ontwikkelen van een systeem voor sociale gezondheidszorg in Nederland, gebaseerd op het Britse Beveridge-plan. Zijn ideeën zijn na de Tweede Wereldoorlog deels uitgevoerd. Bij terugkeer in Nederland na de bevrijding bleek dat veel van zijn naaste familieleden in de Holocaust waren vermoord.

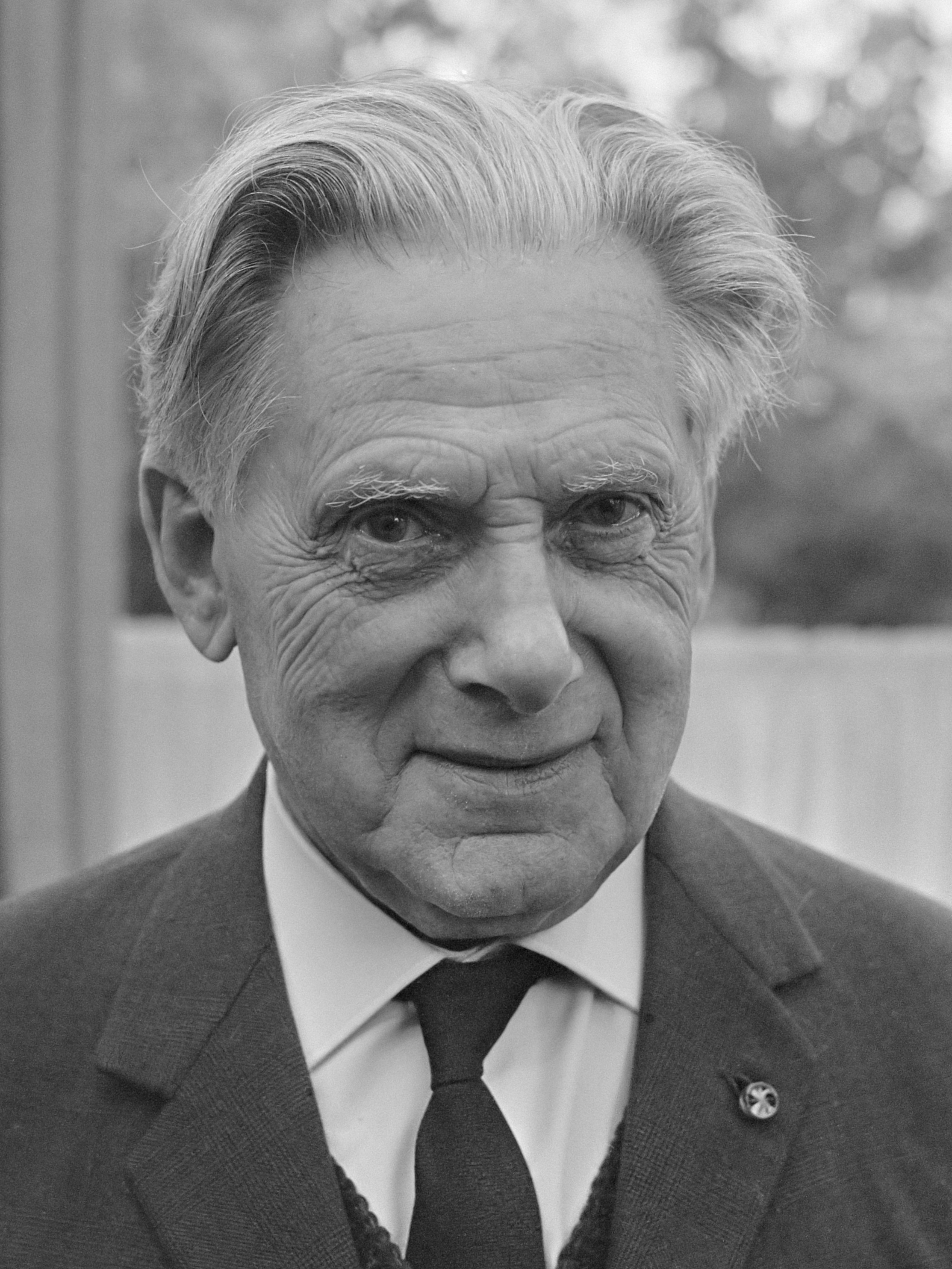
Ben Sajet (1967)

Na de oorlog pakte Sajet zijn activiteiten in gemeenteraad en provinciale staten weer op, nu voor de Partij van de Arbeid. Hij was in de Amsterdamse raad woordvoerder inzake de reorganisatie van de gezondheidszorg. Hij pleitte als raadslid voor de vestiging van een nieuw Academisch Ziekenhuis aan de rand van de stad. Ook was Sajet voorzitter van de Commissie voor de Verzoekschriften. Hij zette zich in die functie in voor burgers van wie de belangen door de  bureaucratie over het hoofd werden gezien. In 1962 nam hij afscheid als gemeenteraadslid. Joop den Uyl, die op dat moment voorzitter was van de PvdA-fractie in de gemeenteraad, noemde Sajet 'Een ideaal raadslid, omdat hij zo lastig kon zijn'.

## Huwelijken
Sajet trouwde in 1912 met de in Moskou geboren Haia Raismann (1890-1935) die zich in Amsterdam Catrien noemde, met wie hij drie zonen kreeg, Herman (1914-1953), Jacob (1916-1942) en Daniel (1920-1941). Haia/Catrien overleed op 16 juni 1935. In juli 1936 hertrouwde hij met Dorothea Venema, zij was ook arts. Zij kregen twee dochters. Dorothea Sajet-Venema kreeg in 2001 de Yad Vashem onderscheiding Rechtvaardige onder de Volkeren omdat zij tijdens de bezetting onderdak had geboden aan Joden.

## Onderscheidingen
- 1941 - Bronzen Kruis (voor Engelandvaart);
- 1952 - Officier in de Orde van Oranje-Nassau;
- 1956 - Officier in de Orde van de Ster van Afrika;[1]
- 1967 - Gouden Medaille van de Stad Amsterdam, een onderscheiding die alleen wordt toegekend aan mensen die zich buitengewoon hebben ingezet voor de stad.

## Boeken
Ter gelegenheid van zijn 80ste verjaardag boden vrienden Sajet in 1967 een erebundel aan: Het boek Sajet. Opstellen over aspecten der sociale geneeskunde, door vrienden aangeboden aan Dr. B.H. Sajet ter gelegenheid van zijn tachtigste verjaardag, waarvoor Willem Drees het voorwoord schreef.
Bij zijn 90ste verjaardag in 1977 verscheen Een leven lang Ben Sajet, verteld aan Hans Fels (ISBN 90 6074 490 X).

## Wetenswaardigheden
- Het Sajetplein in Amsterdam-Oost is naar Ben Sajet vernoemd
- In het Amsterdams stadhuis bevinden zich een geschilderd portret en een bronzen portret van Sajet.
- In het AMC is een zaal naar Sajet vernoemd waar ook een portret van hem hangt.

- Biografisch Portaal: 45267934
- Digitale Bibliotheek voor de Nederlandse Letteren: saje001
- International Standard Name Identifier: 0000 0000 2475 2523
- Library of Congress Control Number: n84120574
- Nederlandse Thesaurus van Auteursnamen: 070797005
- Virtual International Authority File: 35856636
- WorldCat: E39PBJrgFMbd8vP8K6kTrCvbVC